# 法语助手
法语助手是一款中法、法中电子词典，是目前使用人数最多，单词量最大的中文法文互译的词典软件。包括在线词典、电脑版和掌上电脑版。其中在线词典为免费使用，而后两者属于使用被购买的验证码进行购买验证的共享软件。

## 功能
购买后的法语助手具有字典、百科、在线翻译和变位四大功能。在字典页面可以进行名词、动词原形、形容词、副词和介词的检索与查找解释。在百科页面可以通过输入法语单词进行百科搜索，法语助手的百科使用维基百科作为数据源。在线翻译为用户将一段话输入传送至法语助手服务器，服务器将其翻译至目标语言后传送至用户电脑进行在线翻译。动词变位功能：输入法语动词的原形或变位形式，将显示出该动词的所有人称及所有时态的变位（个别单词无部分时态变位和部分人称变位，如plouvoir下雨只有il第三人称单数的变位，同时没有命令式，因为下雨动词的主语始终是第三人称单数且无命令某人某物下雨一说）